# تراواله
تراواله (به ایتالیایی: Travale) یک منطقهٔ مسکونی در ایتالیا است که در مونتیری واقع شده‌است. تراواله ۵۹ نفر جمعیت دارد و ۵۲۰ متر بالاتر از سطح دریا واقع شده‌است.